# El Alamein
El Alamein o Al'Alamayn (àrab: العلمين, al-ʿAlamayn) és una ciutat al nord d'Egipte, a la costa del mar Mediterrani, situada 106 km a l'oest d'Alexandria i 240 km al nord-oest del Caire. La població era de 7.397 habitants el 2007.

## Segona Guerra Mundial
A la Segona Guerra Mundial es van desenvolupar dues batalles entre aquesta ciutat egípcia i la Depressió de Qattara. Els britànics havien concentrat un gran nombre de tropes al llarg dels 60 km des de la costa fins a la depressió, de manera que es va formar un excel·lent coll d'ampolla que evitava que l'Afrika Korps exercís la seva maniobra envoltant preferida.
El general britànic Bernard Montgomery es va llançar amb la lluna plena d'octubre de 1942 contra les tropes d'Erwin Rommel, que no estaven ben proveïdes. Les línies de proveïment italo-alemanyes es basaven en una única pista que recorria la costa de Líbia i estava sotmesa contínuament a bombardejos i sabotatges pels Aliats. Els combois italians, responsables del subministrament, havien de travessar la Mediterrània entre Tàrent i la costa de Líbia, on els anglesos els atacaven des de l'illa de Malta amb esquadrons aeris. A aquesta illa no se li va donar la suficient importància estratègica per part de l'alt comandament alemany. Per bé que es va intentar capturar repetides vegades (i a punt van estar d'aconseguir-ho) no es va perseverar en l'intent i es van prioritzar altres fronts. Això va tenir com a resultat un molt deficient proveïment humà i material per als alemanys, ja que el domini va quedar en mans aliades.
Els alemanys comptaven com a espina dorsal del seu exèrcit amb dues divisions panzer, una sencera i una altra delmada, i dues divisions cuirassades italianes, aquestes amb material ja obsolet, sense cuirasses ni potència de foc oposables als britànics, totes elles mal proveïdes i amb seriosos problemes de subministrament. Els britànics, per la seva banda, rebien continus reforços de tropes des d'Austràlia i les colònies a Àsia.

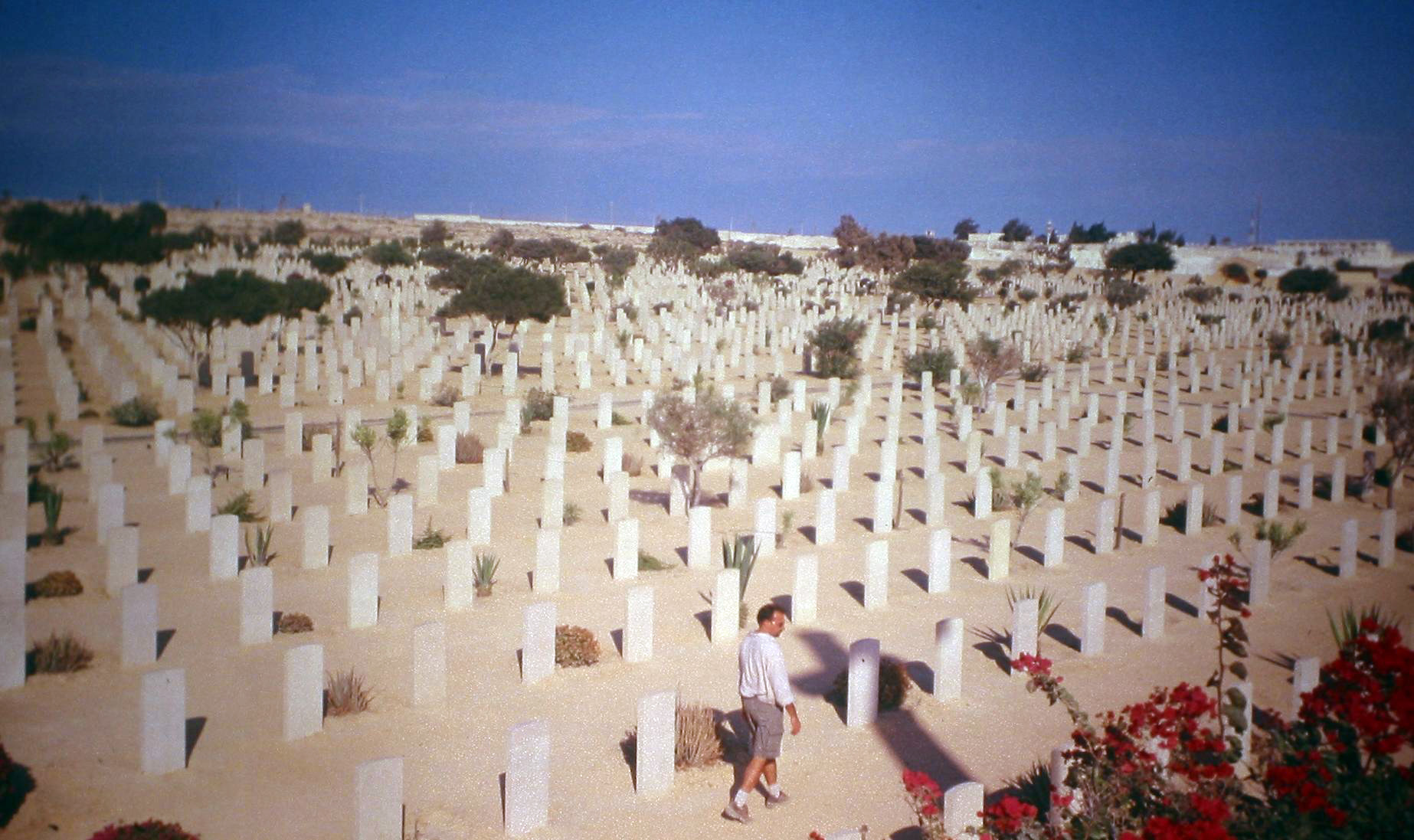
Cementeri militar a El Alamein.

Rommel va intuir, de manera precisa, que el temps corria en contra seu i va decidir atacar primer, però fou detingut per les mines terrestres i l'artilleria anglesa. Pocs dies després els britànics, aprofitant la seva superioritat numèrica i en veure els escassos resultats de l'atac de Rommel, van llançar les seves millors tropes, curiosament les tropes de l'Imperi Britànic (australians i neozelandesos), i van començar amb un atac desequilibrant al nord de la línia alemanya. Rommel va intentar amb les seves reserves detenir l'impuls anglès, que rebia el suport de la força aèria del desert i d'un nombre més gran de blindats. No obstant això, els regiments panzer i les unitats d'infanteria alemanyes van ser derrotades per la rapidesa i superioritat de l'atac de Montgomery. Els alemanys van haver de retirar-se cap a l'oest per evitar ser aniquilats. Aquesta ordre la va donar Rommel malgrat que no va obtenir el permís de Hitler. Si hagués mantingut la posició, totes les unitats de l'Eix haurien estat destruïdes.
L'encontre decisiu va tenir lloc el 4 de novembre, quan els blindats britànics van obrir buits en les línies alemanyes. Els britànics van interceptar la pista de Rahman i van prendre el quarter general alemany. Les tropes de l'Afrika Korps es trobaven defallides pels escassos proveïments. Va ser la batalla per la qual el general Montgomery (Monty) va ser ascendit, condecorat i ennoblit a Primer Vescomte de l'Alamein.